# Rodolfo Aquinaldo
Rodolfo Aguinaldo (12 september 1946 - Tuguegarao, 12 juni 2001 was een Filipijns militair en politicus.

## Biografie
Rodolfo Aguinaldo werd geboren op 12 september 1946. Zijn vader was Felix Aguinaldo. Nadat zijn moeder 17 dagen na zijn geboorte overleed werd hij door zijn tante Modesta Aguinaldo opgevoegd. Aguinaldo studeerde in 1972 af als cadet van de Philippine Military Academy. Hij maakte carrière in de Philippine Constabulary. In zijn tijd als luitenant bij het 5e CSU (Constabulary Security Unit) werd hij berucht wegens zijn psychopathische wijze van ondervragen van gevangengenomen communisten. Ook speelde Aguinaldo halverwege de jaren 70 een grote rol bij de gevangenname van de communistenleider Jose Maria Sison. Later sloot hij zich aan bij de  Reform the Armed Forces Movement (RAM). Een geplande coup van deze groep officieren tegen het bewind van president Ferdinand Marcos, leidde in februari 1986 tot de EDSA-revolutie en de uiteindelijke val van Marcos. In 1987 was Aguinaldo als luitenant-kolonel en provinciaal commandant van de Constabulary in Cagayan betrokken bij de meest serieuze van de zeven couppogingen tegen opvolger Corazon Aquino. 
In 1988 werd Aguinaldo met overmacht gekozen tot gouverneur van Cagayan. In 1989 was er opnieuw een couppoging tegen president Aquino, waarbij Aguinaldo opnieuw betrokken zou zijn. Nadat een rechtbank zijn arrestatie had gelast, gijzelde Aguinaldo met zijn privéleger van 200 gewapende mannen op 4 maart 1990  een arrestatieteam onder leiding van minister van binnenlandse zaken Luis Santos en brigadegeneraal Oscar Florendo in Hotel Deflino in de provinciehoofdstad Tuguegarao. Regeringstroepen slaagden erin het hotel te ontzetten, maar twintig mensen kwamen daarbij om het leven. Een van hen was generaal Florendo. Aguinaldo wist te ontsnappen en vluchtte de bergen in. Hij werd daarop door minister Santos afgezet als gouverneur en opgevolgd door vicegouverneur Melvin Vargas. Aguinaldo tekende beroep aan tegen deze beslissing en in 1992 stelde het Hooggerechtshof van de Filipijnen hem in het gelijk. De beslissing van de minister werd nietig verklaard en bij de verkiezingen van 1992 werd hij opnieuw gekozen tot gouverneur van Cagayan. Drie jaar later volgde een verkiezing voor een derde termijn.
Na afloop van zijn derde termijn als gouverneur werd Aguinaldo bij de verkiezingen van 1998 namens het 3 kiesdistrict gekozen in het Filipijns Huis van Afgevaardigden. In zijn driejarige termijn als afgevaardigde was hij onder meer verantwoordelijk voor de wet die Tuguegarao van een gemeente in een stad omvormde. Ook liet hij met de hem beschikbare congresfondsen de lokale infrastructuur in Cagayan verbeteren. Bij de verkiezingen van 2001 probeerde hij herkozen te worden. Hij verloor echter van voormalig afgevaardigde Manuel Mamba.
Kort na de verloren verkiezingen werd Aguinaldo, samen met zijn assistent en bodyguard Joey Garro, doodgeschoten bij een aanslag in het centrum van Tuguegarao. Hij was op het moment van de aanslag 54 jaar oud. Hoewel Jose Maria Sison directe betrokkenheid ontkende, bevestigde hij wel dat Aguinaldo was vermoord als bloedwraak voor zijn mensenrechtenschendingen tegen communistisch rebellen in de jaren 70. In 1993 bracht Regal Films de film Aguinaldo - Ang Agila ng Cagayan uit met Lito Lapid in de hoofdrol als Rodolfo Aguinaldo. Deze film was geïnspireerd door het levensverhaal van Aguinaldo tot aan de coup in 1990